# Endlich Samstag!
Endlich Samstag! ist eine deutsche Jugendserie, die im Auftrag des Bayerischen Rundfunks von 2006 bis 2008 in Bamberg gedreht wurde. Sie wurde von der Produktionsfirma Saxonia Media GmbH produziert. Als direkte Vorlage diente anfangs die erfolgreiche australische Serie Streetsmartz, sogar die Namen der Hauptfiguren wurden zum Teil übernommen.
Endlich Samstag! ist zugleich der Name der Band, um die es sich in der Serie dreht. Die Band spielt Pop-Rock mit deutschen Texten. Alle Lieder und die Hintergrundmotive sind eigens für die Serie geschaffen worden.
Die erste Staffel der Serie wurde vom 11. November 2006 bis 19. Mai 2007 jeweils samstagmorgens ausgestrahlt und von mehreren dritten Fernsehprogrammen und dem KiKA wiederholt. Die zweite Staffel wurde ab 16. Februar 2008 in der ARD gesendet und wurde ebenfalls in den dritten Programmen und im KiKA wiederholt.

## Handlung

### Staffel 1
Endlich Samstag! ist die Band einer Gruppe Jugendlicher, die häufig kleine Konzerte in Bambergs Fußgängerzone gibt. Die Band hat sich ihren Namen gegeben, weil sie immer samstags probt. Vincent Martin genannt Vinnie ist der Manager, seine jüngeren Schwerstern Susanne genannt Suse spielt E-Gitarre und Julia genannt Jule zunächst Keyboard und später erlernt sie auch das Saxophonspielen. Maxine Honert genannt Max ist die Sängerin der Band, außerdem kann sie Gitarre und Saxophon spielen. Vinnies Cousin Lorenz Martin ist für die Technik und das Songwriting zuständig, auch Elena Baumgartl genannt Ela ist für das Songwriting zuständig, außerdem spielt sie E-Bass. Das Schlagzeug spielt Patze eigentlich Sven Patzke. Des Weiteren hat Vinnie einen Hunde-Gassi-Geh-Service (HGGS) gegründet, um zusätzliches Geld in die Bandkasse zu bekommen, der HGGS wird von Felix Höhne betrieben. Felix kann auch Mundharmonika spielen und wäre gerne Teil der Band, Vinnie lässt dies jedoch nicht zu.
Zu Beginn der Serienhandlung kann Vinnie den Dokumentarfilmer Georg Biedert für die Band begeistern und engagieren, dieser war auf der Suche nach einem Projekt, um sich später mit seinem Film auf einer Filmhochschule zu bewerben. Gleichzeitig soll er mit seinem Film die Band berühmt machen. Suse hatte sich in Georg verliebt und ihm einen Liebesbrief geschrieben. Nachdem Georg den Brief vor der Band vorgelesen, sich darüber lustig gemacht und schließlich den Brief zerrissen hat und auch keinerlei Reue über dieses Fehlverhalten gezeigt hat, ist er kurzzeitig aus der Band geflogen. Nachdem er sich später bei Suse entschuldigt hatte, ist er wieder in die Band aufgenommen worden.
Da es immer wieder zu Streitigkeiten zwischen Vinnie und Max kommt, weil Max Vinnie als Manager ungeeignet findet und diese Position gerne selbst bekleiden würde, schmeißt Vinnie Max schließlich aus der Band. Die Band steht dabei auf Vinnies Seite. Schließlich findet Vinnie in Lorenz Cousine Philippa von Hallenberg genannt Pip eine neue Sängerin. Später wird Max wieder in die Band aufgenommen, anfangs nur zum Saxophon spielen, nach Pips Weggang auch wieder zum Singen. Pips Eltern befinden sich in Scheidung und daher hat Pip für mehrere Monate bei Lorenz Familie gewohnt. Später zieht Pip mit ihrer Mutter zurück nach Bamberg. Vinnie und Pip sind kurz vor ihrem Wegzug ein Paar geworden, durch den Wegzug ist die Beziehung dann aber gescheitert. Danach ist Vinnie mit Max zusammengekommen.
Auch Lorenz und Ela werden im Laufe der Staffel ein Paar. Elas Familie hat wenig Geld und daher möchte Elas Vater, dass sie kein Abitur macht, sondern eine Ausbildung in Flensburg. Schließlich tun sich Frank und Ludwig zusammen, um Ela in ihren Geschäften auszubilden und ihr Vater lenkt ein.
Als Probenraum für die Band dient ein ausgedienter Lokschuppen, der mitsamt des Nachbargrundstücks dem Eisenbahnerverein gehört. Die Bewohnerin der Nachbargrundstücks Ulrike Knolle ist auch eines von mehreren Vorstandsmitgliedern des Vereins. Frau Knolle mag die Kinder und vor allem deren Musik nicht, denn sie empfindet diese als Lärm und fühlt sich und ihren Kater Orpheus dadurch gestört. Frau Knolle würde gerne sehen, dass der Band der Lokschuppen entzogen wird. Gut befreundet ist sie hingegen mit Otto Bichler, welcher auch Musiker und Mentor der Band ist. Otto singt, spielt Gitarre und Saxophon und versucht die Streitigkeiten zwischen der Band und Frau Knolle zu schlichten.
Frank, Ludwig und Rosa sind Geschwister, Frank und Ludwig waren auch mal Musiker und sind als Duett aufgetreten. Nach dem Tod der Mutter wollte Frank weiter Musik machen und Ludwig das Lebensmittelgeschäft der Mutter übernehmen, was zu einem großen Streit führte. So wurde das Geschäft und auch der Wohnraum halbiert. Im Laufe der ersten Staffel gelingt es Vinnie, Frank und Ludwig wieder zu versöhnen. Ludwig betreibt immer noch das Lebensmittelgeschäft, zusammen mit seiner Frau Sophie und hätte gerne das Sohn Lorenz dieses irgendwann übernimmt. Frank betreibt mittlerweile ein Musikgeschäft. Seine Frau ist vor einigen Jahren verstorben, mit ihr hat er drei Kinder, nämlich Vinnie, Suse und Jule. Rosa fährt Taxi und führt den Haushalt von Frank und bändelt mit dem Eisdielenbesitzer Francesco an.
Die erste Staffel handelt im Wesentlichen davon, dass die Band bekannt werden möchte und aus dem Lokschuppen einen Musikclub machen möchte. Während die Band versucht, den Vorstand des Eisenbahnervereins von der Idee des Musikclubs zu begeistern, beschließt der Verein das Grundstück zu verkaufen. Der potentielle Käufer möchte auf dem Grundstück ein Einkaufszentrum errichten. Da mit dem Verkauf auch Frau Knolle ihr Haus zu verlieren droht, sitzt sie plötzlich mit der Band in einem Boot. Gemeinsam versuchen sie den Verkauf zu verhindern, was schließlich auch gelingt. Der vermeintliche Fund einer alten Tonscherbe führt zum Baustopp und zum nichtverkauf des Grundstücks. Die Scherbe war zwar tatsächlich alt, gehörte aber Pip, deren Eltern Archäologen sind. Schließlich darf die Band ihren Musikclub eröffnen.

### Staffel 2
Endlich Samstag! steht ohne Techniker da, denn Lorenz ist für ein halbes Jahr für einen Schüleraustausch nach Australien gegangen. Die Band glaubt in Moritz Honert und Eberhardt Baumgartl genannt Ebse, den Brüdern von Max und Ela, neue Techniker gefunden zu haben. Die beiden haben aber eigentlich gar keine Ahnung und versuchen von Patrick Weber, dem Ex-Freund von Max, zu lernen. Schließlich wird Patrick der neue Techniker, Felix darf endlich Mundharmonika spielen und Ebse, der Mandoline spielen kann, wird auch in die Band aufgenommen. Georg ist nicht mehr Teil der Band, er macht inzwischen ein Praktikum bei TV-Bamberg.
Vinnie hat wieder mehr mit Pip zu tun und merkt nach einiger Zeit, dass er wieder mit ihr zusammen sein möchte. Das bleibt auch Max nicht verborgen und als Vinnie mit ihr Schluss macht, wendet sie sich enttäuscht von ihm und der Band ab. Vinnie entwickelt den Plan, dass Max vorübergehend eine eigene Band haben soll, mit einer Teilbesetzung von Endlich Samstag!. Er hofft, dass Max irgendwann merkt, dass zwei halbe Bands nicht funktionieren und zurückkommt. So gründet Max mit Patrick, Suse, Felix, Moritz und Ebse die Band Maximal. Neben Vinnie, Ela und Jule gehört auch Pip wieder zu Endlich Samstag!, Patze spielt in beiden Bands, weil er der einzige Schlagzeuger ist und weil er so in Vinnies Auftrag Max im Auge behalten kann. Als Max versucht neue Mitglieder für Maximal zu rekrutieren, kann Vinnie die Bewerber erfolgreich vergraulen. Patze hat sich in Ela verliebt und als er ihr das gesteht, bekommt Lorenz, der als Überraschung früher als geplant aus Australien zurückgekommen ist, dies mit und missversteht die Situation. Daraufhin will er nichts mehr mit Ela zu tun haben und schließt sich Maximal an, denn er hat in Australien Schlagzeug, Didgeridoo und Percussions spielen gelernt. Schließlich erkennt Lorenz seinen Fehler selbst und versöhnt sich wieder mit Ela, bleibt aber bei Maximal. Nach einer Zeit sieht Max ein, dass Maximal so keinen Erfolg haben wird und löst die Band auf, weigert sich aber weiterhin zu Endlich Samstag! zurückzukommen. Max ist inzwischen wieder mit Patrick zusammen und nachdem dieser zu Endlich Samstag! zurückkehren und sich von Max trennen will, lenkt diese endlich ein und Endlich Samstag! spielt wieder in voller Besetzung.
Ela ist inzwischen bei ihrer Familie ausgezogen und bei Lorenz Familien eingezogen. Rosa und Francesco heiraten zu Beginn der Staffel und Rosa hilft viel in Francescos Eisdiele aus. Suse und Jule wollen eine Frau für ihren Vater und den Haushalt finden, schalten eine Zeitungsannonce und treffen heimlich mehrere Kandidatinnen. Als Frank das herausfindet ist er davon wenig begeistert, findet aber wenig später in der Physiotherapeutin Yvonne Rietz genannt Yv tatsächlich eine neue Frau fürs Leben. Otto hat in Amerika eine Farm geerbt und entscheidet sich schließlich das Erbe anzutreten und dorthin zuziehen. Zum Abschied schenkt er der Band seinen alten Bus, für den Patrick zum Glück einen Führerschein hat. Frau Knolle hat in dem strengen Polizisten Rüdiger Grandl eine neue Liebe gefunden. Auch Suse und Patze werden zum Ende der Staffel ein Paar.
Die zweite Staffel handelt im Wesentlichen von der Teilnahme der Band am ‚Bandwettbewerb für die beste Newcomerband Bambergs‘. Der Wettbewerb wird von Georgs Chef, Redakteur Boxberg, organisiert. Neben der Wiedervereinigung der Band hat Vinnie damit zu kämpfen, rechtzeitig ein Bewerbungsvideo einreichen zu müssen. Schließlich entsteht das Video mit Georgs Hilfe. Dann droht die Band wegen einer Buspanne fast die Aufzeichnung im Fernsehstudio von TV-Bamberg zu verpassen. Nachdem die Band von einem Traktor abgeschleppt, es doch noch in letzter Sekunde ins Studio geschafft hat, haben sie zumindest bei der Auslosung um den dritten und letzten Finalplatz, den sie sich mit einer anderen Band vorerst teilen mussten glück und gewinnen. Das Finale soll dann zur Freude der Band aus ihrem Lokschuppen gesendet werden. Nachdem Felix und Ebse mit Abführmittel einer anderen Band und versehentlich der eigenen Sängerin Max schaden, droht die Disqualifikation. Schließlich können aber die anderen Teilnehmenden Bands und ein Musikproduzent, der einen Plattenvertrag für den Gewinner bereithält, doch noch Redakteur Boxberg davon überzeugen Endlich Samstag! nicht zu disqualifizieren. Am Ende ist es dann tatsächlich Endlich Samstag! die den Wettbewerb gewinnen und den Plattenvertrag in den Händen halten.

## Besetzung

### Hauptdarsteller
| Schauspieler        | Rolle                         | Folgen                         | Staffeln | Bemerkungen |
| ------------------- | ----------------------------- | ------------------------------ | -------- | --- |
| Remo Schulze        | Vincent „Vinnie“ Martin       | 1–52                           | 1–2      | Bandmanager; Sohn von Frank; Neffe von Ludwig und Rosa; Bruder von Suse und Jule; Cousin von Lorenz; Ex-Freund von Max; Freund von Pip |
| Miriam Haßler       | Maxine „Max“ Honert           | 1–52                           | 1–2      | Gesang, Gitarre & Saxophon; Tochter von Jürgen; Schwester von Moritz; Ex-Freundin von Vinnie; Freundin von Patrick |
| Stella Welter       | Philippa „Pip“ von Hallenberg | 1–13, 20–52                    | 1–2      | Gesang; Nichte von Sophie; Cousine von Lorenz; Freundin von Vinnie |
| Simon Dibbern       | Lorenz Martin                 | 1–26, 30, 39–52                | 1–2      | Technik, Songwriting, Schlagzeug (ab St. 2), Percussion (ab St. 2) & Didgeridoo (ab St. 2); Sohn von Ludwig und Sophie; Neffe von Frank und Rosa; Cousin von Vinnie, Suse, Jule und Pip; Freund von Ela war von Folge 27–38 auf Schüleraustausch in Australien |
| Silke Kandzora      | Elena „Ela“ Baumgartl         | 1–52                           | 1–2      | E-Bass & Songwriting; Schwester von Ebse; Freundin von Lorenz |
| Franky Kühnlein     | Sven „Patze“ Patzke           | 1–52                           | 1–2      | Schlagzeug; Freund von Suse |
| Martin Besold       | Georg Biedert                 | 1–28, 31, 36–37, 39, 46, 51–52 | 1–2      | Dokumentarfilmer & Fotograf; Sohn von Hans-Werner |
| Tessa Obrusnik      | Susanne „Suse“ Martin         | 1–52                           | 1–2      | E-Gitarre; Tochter von Frank; Nichte von Ludwig und Rosa; Schwester von Vinnie und Jule; Cousine von Lorenz; Freundin von Patze |
| Paula-Marie Bugla   | Julia „Jule“ Martin           | 1–52                           | 1–2      | Keyboard & Saxophon; Tochter von Frank; Nichte von Ludwig und Rosa; Schwester von Vinnie und Suse; Cousine von Lorenz |
| Josh Widera         | Felix Höhne                   | 1–52                           | 1–2      | Betreiber des Hunde-Gassi-Geh-Service (HGGS) & Mundharmonika (ab St. 2) |
| Felix Ruck          | Moritz Honert                 | 19, 27–52                      | 1–2      | Sohn von Jürgen; Bruder von Max |
| Markus Kolling      | Eberhardt „Ebse“ Baumgartl    | 27–52                          | 2        | Mandoline; Bruder von Ela |
| Daniel Louis Walker | Patrick Weber                 | 29–52                          | 2        | Technik; Freund von Max |

### Nebendarsteller
| Schauspieler          | Rolle               | Folgen                                                                    | Staffeln | Bemerkungen |
| --------------------- | ------------------- | ------------------------------------------------------------------------- | -------- | --- |
| Hubert Burczek        | Otto Bichler        | 1–3, 5–8, 13–14, 16–17, 21, 24–26, 37                                     | 1–2      | Musiker; Mentor der Band wandert in die USA aus                                                                                          |
| Patricia Litten       | Ulrike Knolle       | 1–3, 5, 7, 16–24, 26–27, 29–30, 32–34, 37–38, 40–41, 43, 45–46, 51–52     | 1–2      | Nachbarin des Proberaums der Band; Vorstandsmitglied des Eisenbahnervereins; Freundin von Rüdiger Grandl                                 |
| Stefan Drücke         | Frank Martin        | 1–4, 7–8, 10, 12–15, 18, 21–23, 25–28, 31–32, 34–36, 38–39, 43, 47, 50–52 | 1–2      | Betreiber eines Musikladens; Bruder von Ludwig und Rosa; Vater von Vinnie, Suse und Jule; Onkel von Lorenz; Freund von Yvonne Rietz      |
| Florian Walter        | Ludwig Martin       | 1–4, 7, 11–13, 15, 18, 25–27, 30, 39, 45–47, 49, 52                       | 1–2      | Betreiber eines Lebensmittelgeschäftes; Ehemann von Sophie; Bruder von Frank und Rosa; Vater von Lorenz; Onkel von Vinnie, Suse und Jule |
| Barbara Seifert       | Sophie Martin       | 1, 4–5, 7–8, 11–13, 18, 24–27, 30, 33, 39, 45, 47, 49, 52                 | 1–2      | Ehefrau von Ludwig; Mutter von Lorenz; Tante von Pip                                                                                     |
| Iris Hochberger       | Rosa Martin         | 1, 3–4, 6–10, 13–15, 21–28, 39–40, 42, 44, 48–52                          | 1–2      | Taxifahrerin; Ehefrau von Francesco; Schwester von Frank und Ludwig; Tante von Vinnie, Suse, Jule und Lorenz                             |
| Thomas Graw           | Francesco           | 1–2, 6, 9, 11, 13–17, 19–21, 24–28, 33, 35, 40, 42, 44, 48–50, 52         | 1–2      | Betreiber einer italienischen Eisdiele; Ehemann von Rosa Martin                                                                          |
| Wilhelm Manske        | Jürgen Honert       | 16, 19                                                                    | 1        | Zahnarzt; Vater von Max und Moritz |
| Jörg Puls             | Herr Patzke         | 16, 24                                                                    | 1        | Mechaniker; Vater von Patze |
| Andreas Knaup         | Dr. Manfred Wagner  | 17–20, 24                                                                 | 1        | Rechtsanwalt; Vorstandsmitglied des Eisenbahnervereins                                                                                   |
| Thorsten Nindel       | Herr Baumgartl      | 18                                                                        | 1        | Vater von Ela und Ebse |
| Dirk Schülke          | Hans-Werner Biedert | 23                                                                        | 1        | Investor; Vater von Georg |
| Thomas Koch           | Herr Boxberg        | 27–28, 31, 37, 46, 51–52                                                  | 2        | Redakteur bei TV-Bamberg |
| Anja Stange           | Frau Baumgartl      | 29–30, 43                                                                 | 2        | Mutter von Ela und Ebse |
| Andrea Kathrin Loewig | Yvonne „Yv“ Rietz   | 33–39, 43–44, 47, 50–52                                                   | 2        | Physiotherapeutin; Freundin von Frank Martin                                                                                             |
| Fritz Roth            | Rüdiger Grandl      | 40–41, 43, 45–46, 48, 51–52                                               | 2        | Polizist; Freund von Ulrike Knolle |

### Gastdarsteller
Prominente Gastdarsteller waren unter anderem Astrid und Dieter Bellmann, Tobias Künzel, Paul Maar, Ricky Shayne, Ursula Staack, Alexa Maria Surholt, Falk-Willy Wild und die Brose Baskets.

## Episodenliste

### Staffel 1
| Nr. (ges.) | Nr. (St.) | Originaltitel                     | Erstausstrahlung D | Regie           | Drehbuch                         |
| ---------- | --------- | --------------------------------- | ------------------ | --------------- | -------------------------------- |
| 1          | 1         | Wer ist hier der Boss?            | 11. Nov. 2006      | Peter Wekwerth  | Inès Keerl & Bernd Roeder-Mahlow |
| 2          | 2         | Bringts die neue Sängerin?        | 18. Nov. 2006      | Peter Wekwerth  | Inès Keerl & Bernd Roeder-Mahlow |
| 3          | 3         | Die Gitarre im Bach               | 25. Nov. 2006      | Peter Wekwerth  | Inès Keerl & Bernd Roeder-Mahlow |
| 4          | 4         | Show auf Bestellung               | 2. Dez. 2006       | Hans Werner     | Inès Keerl & Bernd Roeder-Mahlow |
| 5          | 5         | Ein Liebeslied in falschen Händen | 9. Dez. 2006       | Peter Wekwerth  | Anna Knigge                      |
| 6          | 6         | Nervenstress und Lampenfieber     | 16. Dez. 2006      | Hans Werner     | Andreas Knaup                    |
| 7          | 7         | Immer dieser Familienstreit       | 23. Dez. 2006      | Hans Werner     | Anna Knigge                      |
| 8          | 8         | Wenn das Saxophon quietscht       | 30. Dez. 2006      | Hans Werner     | Anna Knigge                      |
| 9          | 9         | Zickenkrieg beim Videoclip        | 6. Jan. 2007       | Peter Wekwerth  | Andreas Knaup                    |
| 10         | 10        | Falsches Spiel im Tonstudio       | 13. Jan. 2007      | Hans Werner     | Andreas Knaup                    |
| 11         | 11        | Eiszeit für Dickköpfe             | 20. Jan. 2007      | Peter Wekwerth  | Andreas Knaup                    |
| 12         | 12        | Cooler Sound für die Tonne        | 27. Jan. 2007      | Hans Werner     | Andreas Knaup                    |
| 13         | 13        | Party für die Sängerin            | 3. Feb. 2007       | Rüdiger Saß     | Inès Keerl & Bernd Roeder-Mahlow |
| 14         | 14        | Alles wegen Liebeskummer          | 10. Feb. 2007      | Rüdiger Saß     | Philipp Schäfer                  |
| 15         | 15        | Die eingebildete Kranke           | 17. Feb. 2007      | Rüdiger Saß     | Andreas Knaup                    |
| 16         | 16        | Hände weg vom Sparbuch            | 3. März 2007       | Rüdiger Saß     | Anna Knigge                      |
| 17         | 17        | Einbrecher aus Not                | 10. März 2007      | Rüdiger Saß     | Inès Keerl & Bernd Roeder-Mahlow |
| 18         | 18        | Ein Vater weiß nicht weiter       | 24. März 2007      | Rüdiger Saß     | Philipp Schäfer                  |
| 19         | 19        | Zahnschmerz und Herzschmerz       | 31. März 2007      | Rüdiger Saß     | Andreas Knaup                    |
| 20         | 20        | Keine Lust auf alte Liebe         | 7. Apr. 2007       | Frank Gotthardy | Andreas Knaup                    |
| 21         | 21        | Ein Liebesbrief macht Ärger       | 14. Apr. 2007      | Frank Gotthardy | Inès Keerl & Bernd Roeder-Mahlow |
| 22         | 22        | Spionage für die Band             | 21. Apr. 2007      | Frank Gotthardy | Inès Keerl & Bernd Roeder-Mahlow |
| 23         | 23        | Das Geheimnis der Tonscherben     | 28. Apr. 2007      | Frank Gotthardy | Anna Knigge                      |
| 24         | 24        | Auch schweißen will gelernt sein  | 5. Mai 2007        | Frank Gotthardy | Inès Keerl & Bernd Roeder-Mahlow |
| 25         | 25        | Der geklaute Song                 | 12. Mai 2007       | Frank Gotthardy | Andreas Knaup                    |
| 26         | 26        | Die große Versuchung              | 19. Mai 2007       | Frank Gotthardy | Philipp Schäfer                  |

### Staffel 2
| Nr. (ges.) | Nr. (St.) | Originaltitel                        | Erstausstrahlung D | Regie          | Drehbuch            |
| ---------- | --------- | ------------------------------------ | ------------------ | -------------- | ------------------- |
| 27         | 1         | Eine Hochzeit und ein Totalschaden   | 16. Feb. 2008      | Peter Wekwerth | Anna Knigge         |
| 28         | 2         | Eine schmerzhafte Landung            | 23. Feb. 2008      | Peter Wekwerth | Andreas Knaup       |
| 29         | 3         | Ohne Technik keine Töne              | 1. März 2008       | Peter Wekwerth | Inès Keerl          |
| 30         | 4         | Keine Nachricht aus Australien       | 8. März 2008       | Peter Wekwerth | Philipp Schäfer     |
| 31         | 5         | Die Sängerin auf dem Laufsteg        | 15. März 2008      | Peter Wekwerth | Andreas Knaup       |
| 32         | 6         | Falsche Töne auf der Bühne           | 22. März 2008      | Peter Wekwerth | Inès Keerl          |
| 33         | 7         | Zoff in der Band                     | 29. März 2008      | Peter Wekwerth | Anna Knigge         |
| 34         | 8         | Einbruch und schlimmer Verdacht      | 5. Apr. 2008       | Peter Wekwerth | Philipp Schäfer     |
| 35         | 9         | Eine geheimnisvolle Annonce          | 12. Apr. 2008      | Peter Wekwerth | Bernd Roeder-Mahlow |
| 36         | 10        | Die Model-Falle                      | 19. Apr. 2008      | Peter Wekwerth | Andreas Knaup       |
| 37         | 11        | Alle in einem Bus                    | 26. Apr. 2008      | Peter Wekwerth | Bernd Roeder-Mahlow |
| 38         | 12        | Ein Schwein für den Club             | 3. Mai 2008        | Peter Wekwerth | Bernd Roeder-Mahlow |
| 39         | 13        | Wiedersehen total vergeigt           | 10. Mai 2008       | Irina Popow    | Anna Knigge         |
| 40         | 14        | Ein ziemlich schmutziger Plan        | 17. Mai 2008       | Irina Popow    | Inès Keerl          |
| 41         | 15        | Falsche Band am falschen Ort         | 24. Mai 2008       | Irina Popow    | Anna Knigge         |
| 42         | 16        | Keine Stimme – keine Band            | 24. Mai 2008       | Irina Popow    | Bernd Roeder-Mahlow |
| 43         | 17        | Open Air am Baggersee                | 31. Mai 2008       | Irina Popow    | Philipp Schäfer     |
| 44         | 18        | Ein Geburtstag und vier Liebesbriefe | 31. Mai 2008       | Irina Popow    | Andreas Knaup       |
| 45         | 19        | Viel Streit um ein Schwein           | 7. Juni 2008       | Irina Popow    | Inès Keerl          |
| 46         | 20        | Totales TV-Chaos                     | 7. Juni 2008       | Hans Werner    | Philipp Schäfer     |
| 47         | 21        | Ein blauer Brief macht Ärger         | 14. Juni 2008      | Hans Werner    | Bernd Roeder-Mahlow |
| 48         | 22        | Krimi am Fluss                       | 14. Juni 2008      | Hans Werner    | Bernd Roeder-Mahlow |
| 49         | 23        | Die Schocktherapie                   | 21. Juni 2008      | Hans Werner    | Andreas Knaup       |
| 50         | 24        | Die Kette am falschen Hals           | 21. Juni 2008      | Hans Werner    | Inès Keerl          |
| 51         | 25        | Panik bei der Sängerin               | 28. Juni 2008      | Hans Werner    | Anna Knigge         |
| 52         | 26        | Faule Tricks beim Finale             | 28. Juni 2008      | Hans Werner    | Andreas Knaup       |

## Running Gags
- Vinnie benutzt immer die Floskel „Kein Problem!“, um die anderen zu beruhigen, wenn mal wieder eine schwierige Situation ansteht, die er offensichtlich nicht bewältigen kann – trotzdem hat er meistens Glück und es funktioniert dann doch, auch wenn er häufig nicht allein an der Lösung beteiligt ist. In Folge 47 erwidert Patze auf „Kein Problem!“: „Immer wenn Du sagst ‚kein Problem‘, bekomme ich so ein komisches Gefühl in der Magengegend!“ Später, in derselben Folge, benutzt Patze ebenfalls die Floskel, was von Vinnie mit „Ey, hier gibts nur einen, der ‚kein Problem‘ sagt, und das bin ich!“ kommentiert wird.
- Suse hat eine schwache Blase, vor allem wenn sie aufgeregt ist – die Frage, wo Suse steckt, kommentiert die Band mit „Hockt hinterm Busch, wie immer!“ oder „Auf dem Klo!“
- Patze lässt keine Gelegenheit ungenutzt, seinem zweiten Hobby – dem Essen – nachzugehen. Damit treibt er die Band manchmal in den Wahnsinn, wenn er fürs Essen einfach alles stehen und liegen lässt.